# 2196
Năm 2196. Trong lịch Gregory, nó sẽ là năm thứ 2196 của Công nguyên hay của Anno Domini; năm thứ 196 của thiên niên kỷ thứ 3 và năm thứ 96 của thế kỷ 22; và năm thứ bảy của thập niên 2190.